# Australian Open 2016 (gra pojedyncza na quadach)
Australian Open 2016 – gra pojedyncza na quadach – zawody singlowe na quadach, rozgrywane w ramach pierwszego w sezonie wielkoszlemowego turnieju tenisowego, Australian Open. Zmagania miały miejsce pomiędzy 27–30 stycznia na twardych kortach Melbourne Park w Melbourne.

## Drabinka

#### Klucz
- w/o – walkower
- k – krecz
- d – dyskwalifikacja
- Q – kwalifikant
- WC – dzika karta
- LL – szczęśliwy przegrany
- Alt – zawodnik zastępczy
- PR – ochrona rankingu
- SE – specjalna przepustka
- ITF – ranking ITF
- JE – ranking juniorski

### Faza finałowa
|  |       |              |   |   |  |
|  | Finał |              |   |   |  |
|  |       |              |   |   |  |
|  |       |              |   |   |  |
|  |       |              |   |   |  |
|  |       | Dylan Alcott | 6 | 6 |  |
|  |       | Dylan Alcott | 6 | 6 |  |
|  |       | David Wagner | 2 | 2 |  |
|  |       | David Wagner | 2 | 2 |  |
|  |       |              |   |   |  |

### Faza grupowa
|  |                  | Dylan Alcott              | Andrew Lapthorne          | Lucas Sithole             | David Wagner              | Mecze W–L | Sety W–L | Gemy W–L | Miejsce |
|  | Dylan Alcott     |                           | 6:0, 6:4 27 stycznia      | 6:4, 5:7, 6:3 29 stycznia | 7:5, 6:1 28 stycznia      | 3–0       | 6–1      | 42–24    | 1.      |
|  | Andrew Lapthorne | 0:6, 4:6 27 stycznia      |                           | 6:2, 1:6, 0:6 28 stycznia | 6:2, 2:6, 6:4 29 stycznia | 1–2       | 3–5      | 25–38    | 4.      |
|  | Lucas Sithole    | 4:6, 7:5, 3:6 29 stycznia | 2:6, 6:1, 6:0 28 stycznia |                           | 2:6, 3:6 27 stycznia      | 1–2       | 3–5      | 33–36    | 3.      |
|  | David Wagner     | 5:7, 1:6 28 stycznia      | 2:6, 6:2, 4:6 29 stycznia | 6:2, 6:3 27 stycznia      |                           | 1–2       | 3–5      | 30–32    | 2.      |

## Pula nagród
| Runda           | Punkty |
| Zwycięzca       | 800    |
| Finalista       | 500    |
| Trzecie miejsce | 375    |
| Czwarte miejsce | 100    |